# Гунько, Анатолий Григорьевич
Анатолий Григорьевич Гунько (укр. Анатолій Григорович Гунько; род. 12 марта 1976, Сальное, Черниговская область) — украинский политик. Народный депутат Украины IX созыва (с 2020 года). Был избран от партии «Слуга народа», но в 2023 году стал членом депутатской группы «Восстановление Украины».

## Биография
Родился в селе Сальное Нежинского района Черниговской области. Имеет высшее образование. Возглавлял общественную организацию «Правозащита плюс», являлся председателем наблюдательного совета благотворительного фонда «Гильдия добра». Директор компании «Гильдия права» и бенифициар общества с ограниченной ответственностью «Компания Интер-Профит», работающей в сфере строительства.
Весной 2018 года прокурор и начальник следственного управление главного управления национальной полиции в Киевской области обвинил Гунько в присвоении более 115 гектаров земли стоимостью 120 миллионов гривен. Дело касалось государственного предприятия «Радиопередающий центр», расположенного в Броварах. Спустя год после обысков и предъявления подозрения Генеральная прокуратура закрыла дело не собрав достаточных доказательств.
Согласно декларации от 2019 год Гунько как физическое лицо-предприниматель получил доход в размере 4,88 миллиона гривен. Кроме того, он получил 243 тысяч гривен от общества с ограниченной ответственностью «Гильдия Права» и 78 тысяч гривен дивидендов от адвокатского объединения «Гильдия Права». В 2020 году задеркларировал владение 500 тысячами долларов наличными.

### Политическая деятельность
Политическую деятельность начал в 2015 году, когда баллотировался от партии «Наш край» в Киевский областной совет, но избран не был.
В парламентских выборах 2019 года участвовал от партии «Батькивщина» на 209 округе (Нежин, Черниговская область), где занял третье место (25 % голосов).
Во время довыборов в украинский парламент на 208 округе (Бахмач, Черниговская область) в 2020 году баллотировался от партии «Слуга народа», но оставался беспартийным. Главным конкурентом Гунько был лидер «Радикальной партии» Олег Ляшко. По итогам голосования Гунько одержал победу, набрав 34,1 % голосов избирателей (21 245 человек). Присягу народного депутата принял 17 ноября 2020 года. Вошёл во фракцию «Слуга народа». Член комитета парламента по правовой политике. Являлся главой временной парламентской следственной комиссии по расследованию фактов коррупции на государственных предприятиях, в учреждениях и организациях Национальной академии аграрных наук Украины.
8 августа 2023 года правоохранительные органы задержали Гунько по подозрению в даче взятки в размере 85 тысяч долларов за помощь предпринимателю в получении земельных участков Национальной академии аграрных наук Украины. На следующий день избрал меру пресечения для Гунько в виде содержания под стражей. 18 октября за Гунько был внесён залог в размере 10 миллионов гривен, после чего он вышел на свободу и начал посещать заседания парламента.
10 августа 2023 года Гунько был исключён из фракции «Слуга народа», а 21 декабря 2023 вошёл в группу «Восстановление Украины», созданной после роспуска фракции ОПЗЖ.

## Личная жизнь
Женат. Воспитывает сына и дочь. Супруга — Наталья Ивановна Гунько (род. 1979) — председатель Киевского областного совета (2021—2023).